# Landtagswahl in Lippe 1933
Die Landtagswahl in Lippe vom 15. Januar 1933 war die Wahl zum 5. Landtag in Lippe, einem Kleinstaat der Weimarer Republik. Die NSDAP ging aus der Wahl als stärkste Kraft hervor.

## Vorgeschichte
Der zur Landtagswahl in Lippe stattfindende Wahlkampf war der letzte freie vor der Machtergreifung der NSDAP. Nach dem vielbeachteten Stimmenrückgang der Nationalsozialisten bei den Reichstagswahlen am 6. November 1932 gab Adolf Hitler Ende Dezember 1932 die Vorgabe heraus, die erste Wahl im neuen Jahr als Signal zu nutzen, um den Machtanspruch propagandistisch zu unterlegen. Die Landtagswahl in Lippe, als „Entscheidungsschlacht am Teutoburger Wald“ hochstilisiert, sollte die Wende zur deutschen Entscheidung oder, wie die Nazis sagten, zum „Durchbruchswahlkampf“ werden.
Unter anderen Umständen wäre die Wahl in Lippe völlig unbedeutend gewesen; durch die Vorzeichen bekam sie allerdings ein besonderes Gewicht. In der letzten Phase des Wahlkampfs vom 3. bis 14. Januar 1933 wurden alle NSDAP-Größen in den Wahlkampf geschickt. Als Redner traten Göring, Goebbels, Frick und Prinz August Wilhelm auf. Hitler selbst hielt 17 Reden in elf Tagen. Die Abschlusskundgebung fand am 14. Januar 1933 vor 15.000 Menschen in Bad Salzuflen statt. Daneben wurde die Auflage der NS-Zeitung Lippischer Kurier während des Wahlkampfes von 3.000 auf 30.000 hochgetrieben. Es wurden mehr als 48.000 Broschüren der NSDAP verteilt. Zudem gab es Plakatwerbung sowie durch die Orte fahrende Lautsprecherwagen mit Hausbesuchern. Die Wahlkampfsprüche hatten teilweise lokale Bezüge. Unter Verwendung der Arminius- bzw. Hermannsdenkmalsthematik stand der nationalsozialistische Wahlkampf ganz unter der Parole „Macht frei das Hermannsland!“

## Wahlergebnis
Der NSDAP gelang am 15. Januar 1933 schließlich gegenüber der vorangegangenen Landtagswahl vier Jahre zuvor ein Stimmenzuwachs von über 36.300 auf fast 39.100 und wurde damit stärkste Kraft mit 39,5 %. Trotz einer ähnlichen Wahlbeteiligung wurde jedoch der Stimmenanteil von 41,1 %, den die NSDAP bei der Reichstagswahl am 31. Juli 1932 in Lippe erzielte, nicht erreicht. Der Wahlsieg in Lippe ebnete Hitler indirekt den Weg in die Reichskanzlei. Nachdem der Druck auf Kanzler Kurt von Schleicher durch den regionalen Erfolg erhöht worden war und er zurückgetreten war, wurde Hitler am 30. Januar 1933 zum Reichskanzler ernannt.
Die Lippische Landesregierung wurde vom 7. Februar 1933 an durch die beiden NSDAP-Parteimitglieder Ernst Krappe und Adolf Wedderwille sowie den parteilosen Heinrich Klöpper gestellt. Deutschlandweit ging dies nach der Ernennung Hitlers zum Reichskanzler unter. Der Malermeister Adolf Wedderwille aus Lage war Spitzenkandidat der Partei und spielte in den folgenden Jahren als Kreisleiter der NSDAP die entscheidende Rolle in Lippe.
- KPD: 2
- SPD: 7
- EVD: 1
- DVP: 1
- DNVP: 1
- NSDAP: 9

| Partei     | Stimmen | Stimmen % | Sitze | +/- |
| ---------- | ------- | --------- | ----- | --- |
| NSDAP      | 39.064  | 39,5 %    | 9     | +9  |
| SPD Lippe  | 29.827  | 30,1 %    | 7     | −2  |
| KPD        | 11.047  | 11,2 %    | 2     | +1  |
| DNVP       | 6.009   | 06,1 %    | 1     | −2  |
| EVD        | 4.525   | 04,6 %    | 1     | +1  |
| DVP        | 4.380   | 04,4 %    | 1     | −2  |
| Sonstige a | 4.089   | 04,1 %    | 0     | −5  |

Für die gewählten Abgeordneten siehe die Liste der Mitglieder des Landtages (Freistaat Lippe) (5. Wahlperiode).

### Sozialökonomische Struktur der Abgeordneten
Der Frauenanteil der Abgeordneten betrug 0 %. Erstmals seit 1919 war in einem lippischen Landtag keine Frau mehr vertreten. Die weitaus überwiegende Zahl der Abgeordneten, nämlich 16 von 26, stammte aus den Städten, lediglich 38,5 % der Abgeordneten stammte aus den Landgemeinden. Mit 7 Abgeordneten oder 26,9 % kamen überproportional viele Abgeordnete aus Detmold. Nach Berufsgruppen ergab sich folgende Verteilung:
| Berufsgruppe           | Zahl Abgeordnete |
| ---------------------- | ---------------- |
| Selbstständige         | 7                |
| Beamte                 | 4                |
| Angestellte            | 7                |
| Arbeiter               | 6                |
| Pensionäre und Rentner | 1                |
| Sonstige               | 1                |